# Топхана (лес)
Топхана (азерб. Topxana meşəsi) — лес и государственный заповедник, расположенный недалеко от города Шуша.

## Топоним
Название связано с историческим событием — когда в 1795 году Ага Мухаммед Шах Каджар осаждал Шушу, здесь были размешены пушки. Название леса упоминается в произведении Анара «Последняя ночь уходящего года».

## География
Лес находится в юго-восточной части шушинского плато.  Между Шушинским плато и лесом Топхана находится ущелье Дашалты. Этот лес ранее занимал 20% территории Шушинского района.

## История
В 1988-х годах началась вырубка леса.

### Восстановление
После Второй Карабахской войны в 2021 году в рамках проекта Фонда Гейдара Алиева были проведены акции по посадке деревьев в лесу Топхана.